# СпринтЕър
„СпринтЕър“ е полска авиокомпания, основана през 2003 г. Една година по-късно започва първите полети с три машини Turbolet L410 UVP-E.
През 2005 г. се сдобива със самолет SAAB 340A, който е първият самолет от този тип, регистриран в Полша. От 2014 до 2024 г. поетапно разширява флота си, като в края той наброява 20 самолета.